# Nelson Motors
Nelson Motors war ein britischer Hersteller von Automobilen.

## Unternehmensgeschichte
Bryce Nelson gründete 1989 das Unternehmen in Shepperton in der Grafschaft Surrey. Er begann mit der Produktion von Automobilen und Kits. Der Markenname lautete Nelson. 1994 endete die Produktion. Insgesamt entstanden etwa 12 oder etwa 14
Exemplare.

## Fahrzeuge
Das einzige Modell war der S 350, nach einer anderen Quelle 350 F. Dies war ein großer Sportwagen im Stil der 1950er Jahre. Das Fahrgestell bestand aus Stahl. Darauf wurde eine offene zweisitzige Karosserie aus Fiberglas montiert. Die Radaufhängungen kamen vom Jaguar XJ 6. Ein V8-Motor von Rover trieb die Fahrzeuge an.